# صقر أسود
الصقر الأسود أو الصقر الأسود الأسترالي (الاسم العلمي: Falco subniger)(بالإنجليزية: Black falcon)‏ هو صقر متوسط الحجم مستوطن في أستراليا . يمكن العثور عليه في جميع ولايات وأقاليم البر الرئيسي ، ومع ذلك فهي تعتبر أكثر الصقور التي لم تخضع للدراسة في أستراليا.

## الإنتشار و الموطن
يعيش الصقر الأسود في أغلب قارة أستراليا و معروف عنه إجتناب الغابات الكثيفة إذ أنه يفضل العيش في الأماكن المفتوحة قليلة الأشجار, و يمكن العثور عليه قرب مصادر المياه بشكل عام إذ أنه مكان تجتمع فيه الطيور التي قتات عليها.

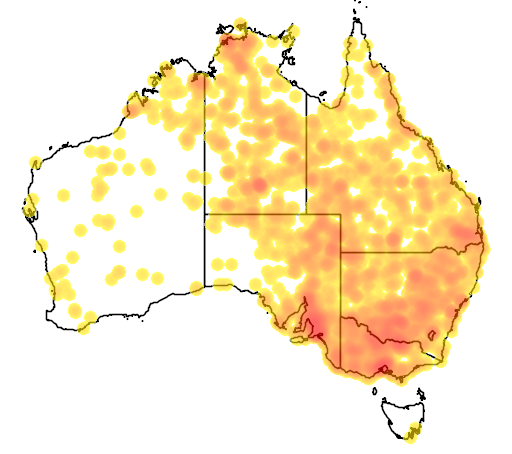
خريطة تبين مدى إنتشار الصقر الأسود

## التصنيف
ينتمي الصقر الأسود إلى فصيلة صقريات ، و قد حصل على إسمه العلمي Falco subniger من طرف العالم جورج غراي سنة 1843.

## الوصف

### الحجم
الصقر الأسود صقر متوسط الحجم ويتراوح طوله ما بين 45 إلى 56 سم وطول جناحيه من 95 إلى 115 سم ووزنه من 560 إلى 900 غرام.

### المظهر
اللون من بني داكن موحد إلى الأسود قاتم, و لدى بعض الطيور بقع بيضاء حول العين أو تحت الذقن, ريش الطيران شاحب قليلاً , قد يكون لدى البالغين خط أفقى داكن واضح تحت العينين, حلقة العين والقدمين رمادية شاحبة أو زرقاء شاحبة , لون العين بني داكن وطرف المنقار و المخالب سوداء.

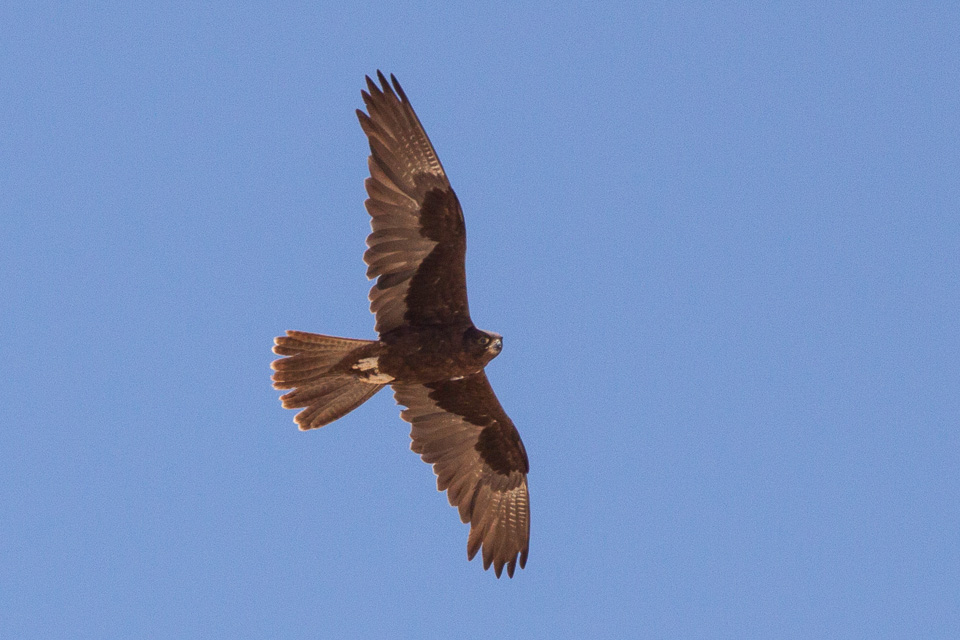
صقر أسود أثناء الطيران

## الغذاء
الصقر الأسود يصطاد الطيور متوسطة الحجم مثل الحمام والببغاوات وسمان القش و الثدييات الصغيرة مثل الأرانب و الفئران و يأكل الجثث أحيانا.